# 芒特特扎鎮區 (北卡羅萊納州珀森縣)
芒特特扎鎮區（英語：Mount Tirzah Township）是位於美國北卡羅萊納州珀森縣的一個鎮區。

## 地方資料
芒特特扎鎮區的面積為124.31平方千米，皆為陸地。根據2020年美國人口普查的數據，當地共有人口2880人，而人口密度為每平方千米23.17人。